# Máday Mátyás
Máday Mátyás, Mahder (Harka, Sopron megye, 1842. november 26. – Arad, 1918. január 20.) tanító, elemi iskola igazgató.

## Élete
Tanképesítést nyert Szarvason 1871-ben; tanított Szegeden tíz évig és 1881-től Aradon elemi iskolai igazgató-tanító. 1879-ben az állatvédelem érdekében országos mozgalmat indított. A bécsi világkiállításon mint kiküldött jelent meg. Elhunyt 1918. január 20-án délután, élete 75., házasságának 45. évében. Örök nyugalomra helyezték 1918. január 22-én délután az aradi felső-temetőben az ágostai evangélikus egyház szertartási szerint. Neje Harcz Anna volt.

## Újságírói munkássága
Cikkei a Szegedi Hiradóban (1868. Női mozgalom, emancipatio, Az iparosok segélyezése, Egy pillantás a jövőbe, 1871. A felnőttek oktatásáról, két czikk, Népszerű neveléstan, 1873. Az alföldi tanítóegylet ügyében, 1874. A vándortanítókról, 1875. Kezdő uram nézetei az iskola és a szülői ház viszonyairól, 1876. A tanítónak nem szabad betegnek lenni); az Alföldben (1872. A kormány iskolai szabályrendeletéről, öt czikk, 1873. A nőnevelésről, A hivatalos tanítóegyletek, Felekezeti és községi iskola, A népiskola ellenségei, 1874. Felszólítás a hazai tanügy érdekében, Általános népiskola, Gondolat sorozat, 1889. 276. sz. A tréfa, a humor és Wippchen, 1895. 271. sz. Arad zenei élete); az Aradvidéki tanítóegylet Közlönyében (1875. Az Eötvös-alapról, A beszéd és értelem gyakorlatokról, 1876. A tizedes törtek jelentősége a közönséges törtekkel szemben az új mértékek behozatala óta, 1878. Nevelés, oktatás és könyvismertetések); a Tanügyi Lapokban (1876. Ki akar tanító lenni? Hit és erkölcs, A számtan köréből); az Általános Tanügyi Közlönyben (1879. Gyermeknevelés, népnevelés, nemzetnevelés, A Tananyag); a Népnevelők Lapjában (1895. A magyar népdal és a magyar néptanító kötelessége) sat.; írt az Arader Zeitungba is.

## Munkái
- Számtani példatár elemi népiskolák III. osztálya számára. Szeged, 1876.
- Állatrendőrök a gazdaságban. A gazdálkodó közönségnek olvasmányul ajánlja. Arad, 1880.
- A földgömb használata ...
- A nazarenusok énekeskönyve. Németből ford. ...

Szerkesztőtársa volt 1879. januártól áprilisig az Általános Tanügyi Közlönynek Aradon.